# Сен-Себастьян-сюр-Луар
Сен-Себастьян-сюр-Луар (фр. Saint-Sébastien-sur-Loire) — коммуна на западе Франции, находится в регионе Пеи-де-ла-Луар, департамент Атлантическая Луара, округ Нант, центр кантона Сен-Себастьян-сюр-Луар. Третий по численности населения город-спутник Нанта, расположен напротив него на левом берегу Луары. Через территорию коммуны проходит автомагистраль E3 (N844). В северной и южной части коммуны находятся железнодорожные станции Сен-Сабастьян-Па-Аншанте и Сен-Сабастьян-Френ-Рон линии Нант-Сент.
Население (2017) — 26 838 человек.

## История
Первые жители поселились на левом берегу Луары между 3000 и 2200 годами до н.э. В древности территория была заселена галльским племенем амбилатров, входившим в группу  пиктонов. После римского завоевания по Луаре прошла граница между провинцией Аквитания (включая территорию пиктонов) и провинцией Лугдунская Галлия, куда вошли земли намнетов. В начале IX века для борьбы с нападениями викингов король франков Людовик I Благочестивый создал к югу от Луары графство Эрбож. С середины IX века, после победы бретонцев, которыми командовал Номиноэ, над франками, северная часть графства Эрбож была присоединена к графству Нант и Бретани.
Несмотря на это,  долина Луары на долгое время сохранила привлекательность  для соседних феодальных держав, особенно графов Анжуйских. В 984 году Жоффруа I Гризегонель распространил свои владения к югу от Нанта, в том числе построив замок в Ле-Палле. Этот мощный форт давал Жоффруа контроль над долиной реки Севр-Нантез и дорогами из  Пуату в графство Нант. Анжуйское влияние на Южную Луару сохранится до конца XII века.
Территория нынешнего Сен-Себастьяна была обитаема, но само поселение не было достаточно велико, чтобы быть отмеченным в хрониках. Первое упоминание о нем относится к концу XII или началу XIII века. Поселение в это время называлась Эн, а с XV века приняла имя своего святого покровителя и стала называться Сен-Себастьян-д’Эн.  Тогда же она становится местом паломничества, достаточно популярного, чтобы о нем упоминул Рабле  в романе Гаргантюа и Пантагрюэль (глава 38 издания 1542 года). Страх перед чумой привел в поселок множество паломников, умолявших о защите Святого Себастьяна, который, согласно Золотой легенде, спас Рим и Павию от чумы в VII веке. На протяжении XVII-XVIII веках каждый год 20 января из Нанта совершалось официальное паломничество в церковь Святого Себастьяна. Это паломничество закончилось во время Революции: городской совет Нанта от 16 января 1793 года прекратил церемонию.
При создании коммуны в 1790 году к ней отошли территории приходов Сен-Себастьян и Сен-Жак. Для Нанта это означало утрату административного контроля над островами и стратегически важным Пирмильским мостом. Играя на противоречиях между сельским населением Сен-Себастьяна и городским населением Сен-Жака, муниципалитет Нанта в августе 1790 года добился передачи ему района Сен-Жак, таким образом граница Нанта впервые пересекла Луару.
Во время Французской революции большинство жителей Сен-Себастьяна враждебно отнеслись к Республике и новому режиму, поддержав Вандейский мятеж в 1793 году. 11-12 марта 1793 года в городе началось восстание, и Сен-Себастьян перешел под контроль повстанцев. После провала наступления вандейцев на Нант в июле 1793 года республиканские войска в ноябре восстановили контроль над Сен-Себастьяном. Коммуна пережила нашествие «адских колонн», но после разрыва  временного перемирия между республиканцами и вождями повстанцев в 1795 году началось новое восстание. Окончательный мир пришел в Сен-Себастьян только после окончательного подавления восстания и казни его лидера Шаретта в 1796 году.
Сен-Себастьян оставался сельскохозяйственной коммуной до 1920-х годов. В течение XIX века традиционные производства (вино и пшеница) уходят на второй план, в то время как начинает бурно развиваться огородничество.  В 1920 году коммуна получает свое нынешнее название. После Второй мировой войны Сен-Себастьян переживает довольно быстрый процесс урбанизации, в результате чего сельскохозяйственная деятельность исчезает. 

## Достопримечательности
- Церковь Святого Себастьяна второй половины XIX века
- Усадьба Жибре XVIII века
- Шато Божери
- Особняк Малабри XV века, старейшее здание в Сен-Себастьяне
- Особняк Саварьер XIX века

## Экономика
Структура занятости населения:
- сельское хозяйство — 0,3 %
- промышленность — 4,9 %
- строительство — 4,1 %
- торговля, транспорт и сфера услуг — 49,7 %
- государственные и муниципальные службы — 41,0 %

Уровень безработицы (2017 год) — 9,9 % (Франция в целом — 13,4 %, департамент Атлантическая Луара — 11,6 %). 

Среднегодовой доход на 1 человека, евро (2017 год) — 23 260  (Франция в целом — 21 110, департамент Атлантическая Луара — 21 910).

## Демография
Динамика численности населения, чел.

## Администрация
Пост мэра Сен-Себастьян-сюр-Луара с 2017 года занимает член центристской партии Союз демократов и независимых Лоран Тюркуа (Laurent Turquois). На муниципальных выборах 2020 года возглавляемый им центристский  блок победил в 1-м туре, получив 55,11 % голосов.
| Период | Период | Фамилия        | Партия                                                       | Примечания                                                   |
| ------ | ------ | -------------- | ------------------------------------------------------------ | ------------------------------------------------------------ |
| 1953   | 1983   | Марселлен Верб | Разные левые                                                 | врач, член Генерального совета департамента                  |
| 1983   | 1991   | Ив Лоран       | Социалистическая партия                                      | член Генерального совета департамента                        |
| 1991   | 1995   | Мартин Лоран   | Социалистическая партия                                      | учитель, член Генерального совета департамента               |
| 1995   | 2017   | Жоэль Геррио   | Союз за французскую демократию Союз демократов и независимых | техник-химик, член Генерального совета департамента, сенатор |
| 2017   |        | Лоран Тюркуа   | Союз демократов и независимых                                | управленец, член Совета департамента                         |

## Города-побратимы
- Капошвар, Венгрия
- Глинде, Германия
- Кати, Мали
- Чернаводэ, Румыния
- Порткоул, Уэльс

## Знаменитые уроженцы
- Элиза Меркёр (1809-1835), поэтесса

## Галерея

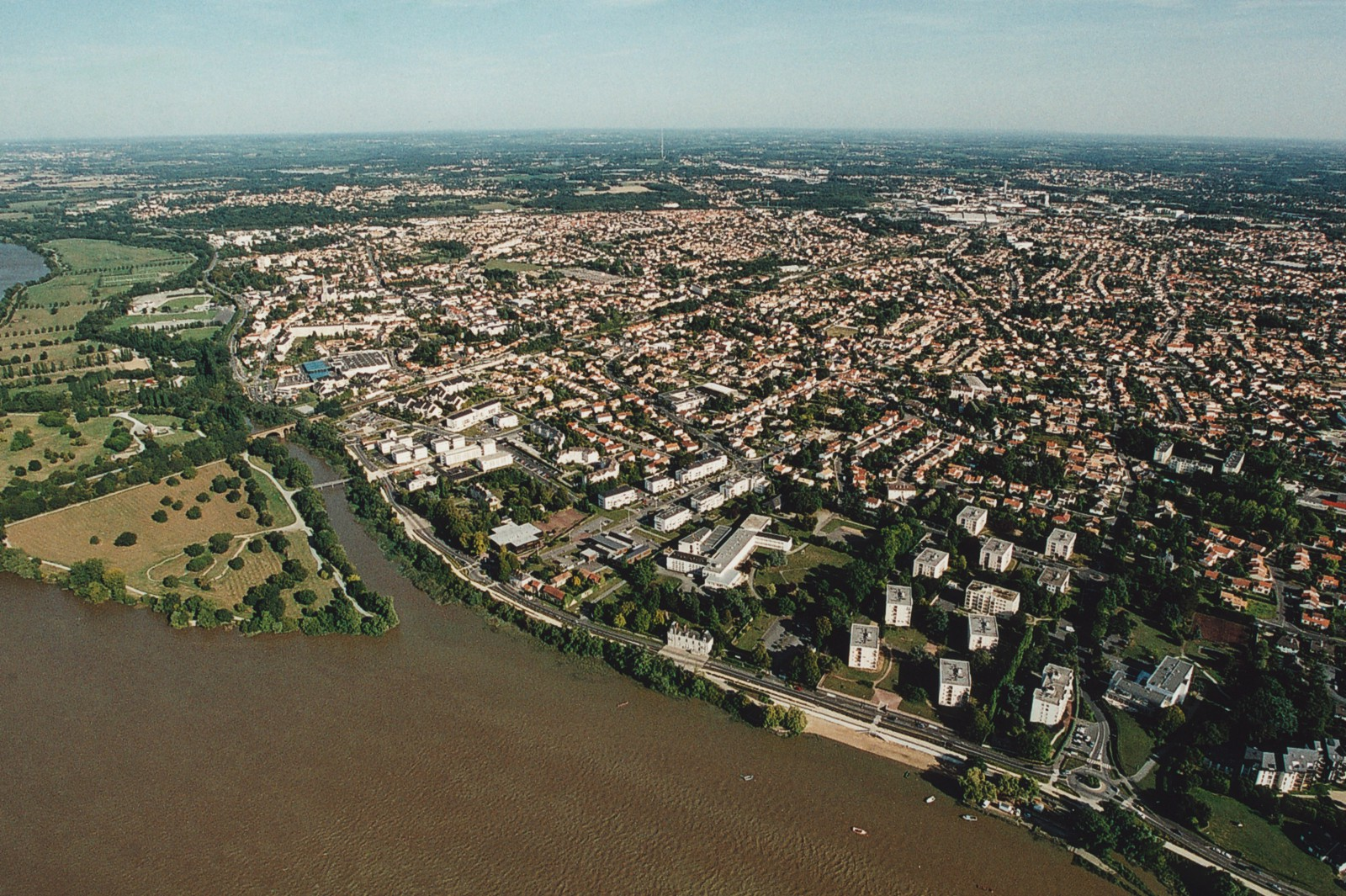
Вид на Сен-Себастьян с аэроплана
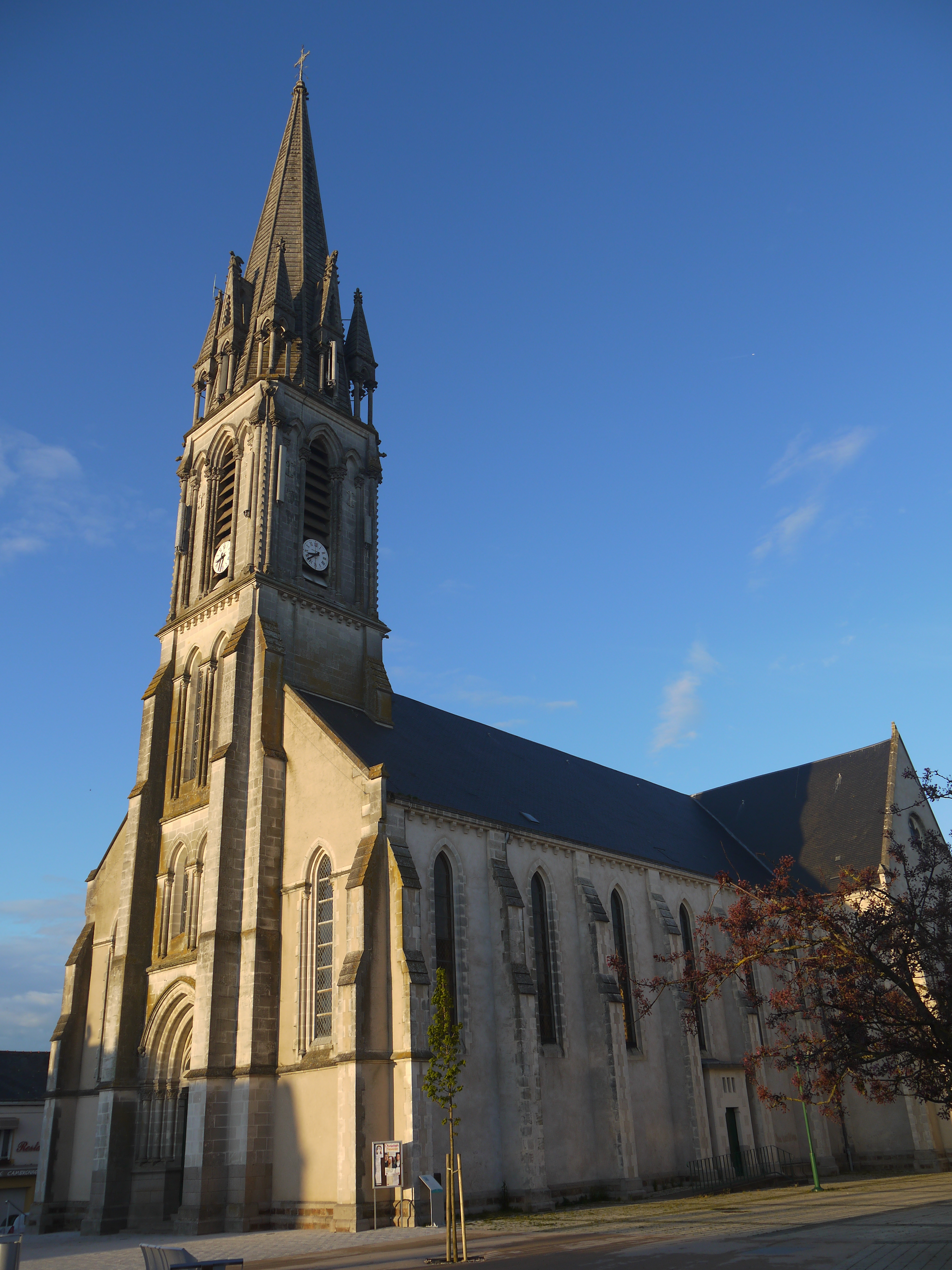
Церковь Святого Себастьяна
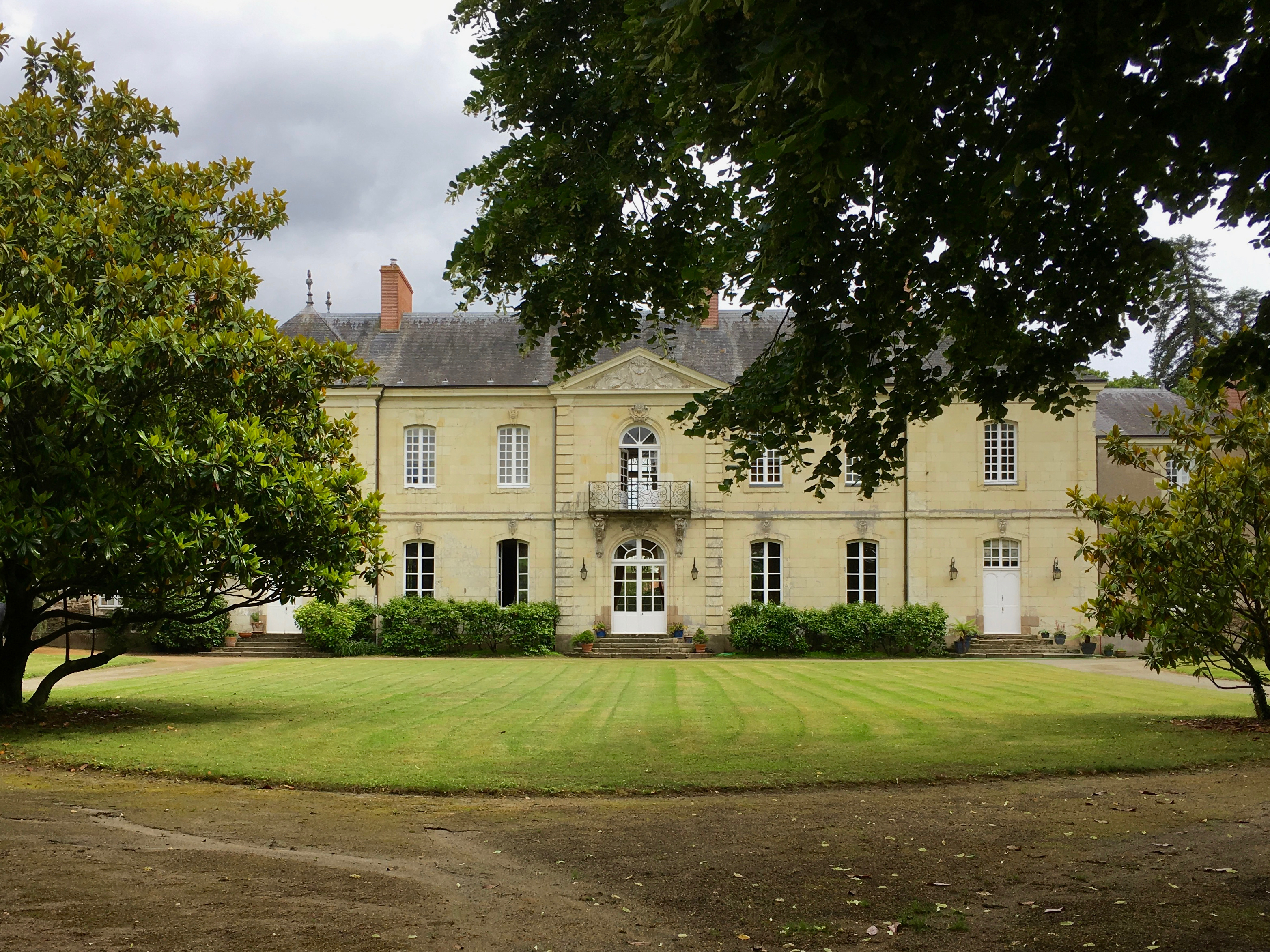
Усадьба Жибре
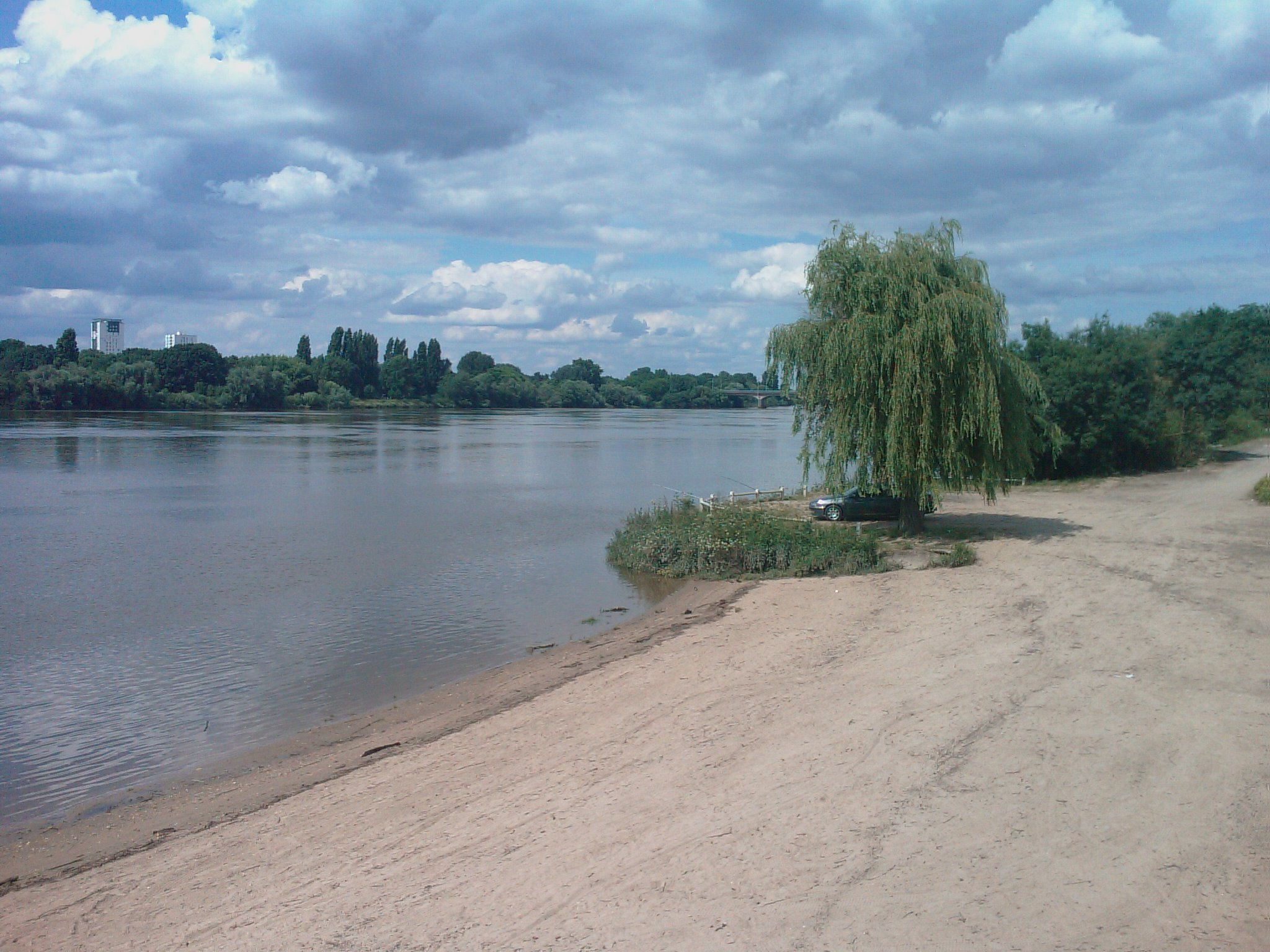
Пляж на Луаре